# Jan Kopic
Jan Kopic, né le 4 juin 1990 à Humpolec en Tchéquie, est un footballeur international tchèque qui évolue au poste d'ailier gauche au Viktoria Plzeň.

## Biographie

### Carrière en club

#### Vysočina Jihlava
Né à Humpolec en Tchéquie, Jan Kopic est formé par le Vysočina Jihlava, mais c'est au FK Čáslav (en), où il est prêté en 2010, qu'il commence sa carrière professionnelle. Il fait ensuite son retour dans son club formateur et joue son premier match en équipe première le 5 mars 2011 face au FK Varnsdorf (0-0 score final).

#### FK Jablonec
Lors de l'été 2011, Jan Kopic s'engage au FK Jablonec. Il fait sa première apparition avec sa nouvelle équipe le 1er août 2011 face au FK Mladá Boleslav (0-0).
En 2013, il remporte la Coupe de Tchéquie avec cette équipe. Il se met en évidence en inscrivant un but lors de la finale remportée face au Mladá Boleslav, après une séance de tirs au but.
17 août 2013 , Kopic réalise son premier doublé pour le club, à l'occasion d'une rencontre de championnat face au 1. SC Znojmo. Les deux équipes se neutralisent toutefois dans un match riche en buts (5-5 score final).
Lors du mercato d'hiver 2014-2015 est évoqué un intérêt de l'AC Sparta Prague pour le joueur, mais l'opération n'aboutit pas.

#### Viktoria Plzeň
Le 17 juin 2015, est annoncé le transfert de Jan Kopic au Viktoria Plzeň, où il prend le numéro 10, laissé libre par Pavel Horváth, parti à la retraite. Il joue son premier match sous ses nouvelles couleurs le 24 juillet 2015, lors de la première journée de championnat face au SK Slavia Prague. Titularisé ce jour-là, il voit son équipe l'emporter sur le score de deux buts à un.
Lors de la saison 2017-2018, il atteint avec cette équipe les huitièmes de finale de la Ligue Europa. Il inscrit deux buts en phase de poule, contre le club israélien de l'Hapoël Beer-Sheva, puis contre l'équipe roumaine du Steaua Bucarest.
Lors de la saison 2018-2019, il participe à la phase de groupe de la Ligue des champions avec cette équipe (quatre matchs joués).
Le 5 décembre 2020, lors d'un match de championnat perdu face au MFK Karviná (0-1), il se blesse au genou et est remplacé par Adriel Ba Loua. Son absence est de plusieurs mois. Il fait son retour à la compétition au mois d'avril 2021.

### En sélection
Le 3 juin 2014, Jan Kopic honore sa première sélection avec l'équipe de Tchéquie, lors d'un match contre l'Autriche. Il entre en jeu à la place de David Limberský lors de ce match perdu par son équipe (1-2).
Kopic inscrit son premier but avec la sélection le 31 août 2016, face à l'Arménie, contribuant à la victoire des siens par trois buts à zéro.
En octobre 2017, il inscrit deux nouveaux buts en équipe nationale, contre l'Azerbaïdjan et Saint-Marin. Ces rencontres rentrent dans le cadre des éliminatoires du mondial 2018.

## Palmarès
- Campion de Tchéquie en 2016 et 2018 avec le Viktoria Plzeň
- Vice-champion de Tchéquie en 2017, et 2019 et 2020 avec le Viktoria Plzeň
- Vainqueur de la Coupe de Tchéquie en 2013 avec le FK Jablonec
- Finaliste de la Coupe de Tchéquie en 2015 avec le FK Jablonec
- Vainqueur de la Supercoupe de Tchéquie en 2013 avec le FK Jablonec et en 2015 avec le Viktoria Plzeň